# Liste der kritischen Rohstoffe
Die Liste der kritischen Rohstoffe (englisch Critical raw materials, CRM) basiert auf dem gleichnamigen Anhang der Mitteilung der Europäischen Kommission an das Europäische Parlament, den Rat, den Europäischen Wirtschafts- und Sozialausschuss und den Ausschuss der Regionen zur Widerstandsfähigkeit der EU bei kritischen Rohstoffen, die periodisch überarbeitet wird.
Die Mitteilung samt Liste wurde erstmals 2011 im Rahmen der EU-Rohstoffinitiative veröffentlicht und wird seitdem alle drei Jahre aktualisiert. 2011 umfasste die Liste noch 14 Rohstoffe, im Jahr 2014 waren es 20, im Jahr 2017 dann 27 und im Jahr 2020 30. In der aktuellen Liste von 2023 werden von der Europäischen Kommission 34 Materialien als kritische Rohstoffe benannt. Neu hinzugekommen sind Feldspat, Helium, Kupfer, Mangan und Nickel (Batteriequalität). Ausschlaggebend für die Einordnung sind zum einen die wirtschaftliche Bedeutung des jeweiligen Rohstoffs innerhalb der EU und zum anderen das Versorgungsrisiko.

## Aufstellung kritischer Rohstoffe
Die folgende Tabelle enthält die 2020 als kritische Rohstoffe eingestuften Materialien mit einer Auswahl der wichtigsten Angaben. Weitere Angaben können dem Anhang 1 der deutschsprachigen Version entnommen werden.
| kritischer Rohstoff   | Weltweit größter Erzeuger (a) | Wichtigstes Lieferland der EU (b) | Import- abhängigkeit | Verwendungsbeispiel           |
| --------------------- | ----------------------------- | --------------------------------- | -------------------- | ----------------------------- |
| Antimon               | Volksrepublik China (74 %)    | Türkei (62 %)                     | 100 %                | Flammschutzmittel             |
| Baryt                 | Volksrepublik China (38 %)    | Volksrepublik China (38 %)        | 70 %                 | Medizinische Anwendungen      |
| Bauxit                | Australien (28 %)             | Guinea (64 %)                     | 87 %                 | Aluminiumproduktion           |
| Beryllium             | Vereinigte Staaten (88 %)     | k. A.                             | k. A.                | Elektronische Geräte          |
| Wismut                | Volksrepublik China (85 %)    | Volksrepublik China (93 %)        | 100 %                | Pharmazeutische Industrie     |
| Borat                 | Türkei (42 %)                 | Türkei (98 %)                     | 100 %                | Hochleistungsglas             |
| Kobalt                | DR Kongo (59 %)               | DR Kongo (68 %)                   | 86 %                 | Batterien                     |
| Kokskohle             | Volksrepublik China (55 %)    | Australien (24 %)                 | 62 %                 | Stahlerzeugung                |
| Flussspat             | Volksrepublik China (65 %)    | Mexiko (25 %)                     | 66 %                 | Stahl- und Eisenerzeugung     |
| Gallium               | Volksrepublik China (80 %)    | Deutschland (35 %)                | 31 %                 | Halbleiter                    |
| Germanium             | Volksrepublik China (80 %)    | Finnland (51 %)                   | 31 %                 | Optische Fasern               |
| Hafnium               | Frankreich (49 %)             | Frankreich (84 %)                 | 0 %                  | Superlegierungen              |
| Indium                | Volksrepublik China (48 %)    | Frankreich (28 %)                 | 0 %                  | Flachbildschirme              |
| Lithium               | Chile (44 %)                  | Chile (78 %)                      | 100 %                | Batterien                     |
| Magnesium             | Volksrepublik China (89 %)    | Volksrepublik China (93 %)        | 100 %                | Leichte Legierungen           |
| Natürlicher Grafit    | Volksrepublik China (69 %)    | Volksrepublik China (47 %)        | 98 %                 | Batterien                     |
| Naturkautschuk        | Thailand (33 %)               | Indonesien (31 %)                 | 100 %                | Bereifung                     |
| Niob                  | Brasilien (92 %)              | Brasilien (85 %)                  | 100 %                | Hochfester Stahl              |
| Phosphorit            | Volksrepublik China (48 %)    | Marokko (24 %)                    | 84 %                 | Mineraldünger                 |
| Phosphor              | Volksrepublik China (74 %)    | Kasachstan (71 %)                 | 100 %                | Chemische Anwendungen         |
| Scandium              | Volksrepublik China (66 %)    | Vereinigtes Königreich (98 %)     | 100 %                | Festoxid-Brennstoffzellen     |
| Siliziummetall        | Volksrepublik China (66 %)    | Norwegen (30 %)                   | 63 %                 | Halbleiter                    |
| Strontium             | Spanien (31 %)                | Spanien (100 %)                   | 0 %                  | Keramikmagnete                |
| Tantal                | DR Kongo (33 %)               | DR Kongo (36 %)                   | 99 %                 | Kondensatoren                 |
| Titan                 | Volksrepublik China (45 %)    | k. A.                             | 100 %                | Leichte hochfeste Legierungen |
| Wolfram               | Volksrepublik China (69 %)    | k. A.                             | k. A.                | Legierungen                   |
| Vanadium              | Volksrepublik China (55 %)    | k. A.                             | k. A.                | Hochfeste Niedriglegierungen  |
| Platingruppenmetalle  | Südafrika (84 %)              | k. A.                             | 100 %                | Katalysatoren                 |
| Schwere Seltene Erden | Volksrepublik China (86 %)    | Volksrepublik China (98 %)        | 100 %                | Permanentmagnete              |
| Leichte Seltene Erden | Volksrepublik China (86 %)    | Volksrepublik China (99 %)        | 100 %                | Batterien                     |